# Euprosthenopsis vachoni
Euprosthenopsis vachoni là một loài nhện trong họ Pisauridae.
Loài này thuộc chi Euprosthenopsis. Euprosthenopsis vachoni được miêu tả năm 1977 bởi Blandin.